# Toto (musikalbum)
Toto är den amerikanska rockgruppen Totos debutalbum, utgivet 15 oktober 1978. Det innehåller en av deras största hits "Hold the Line". Även låtarna "I'll Supply the Love" och "Georgy Porgy" nådde framgångar på singellistorna.

## Låtlista
Alla låtar skrivna av David Paich om inte annat anges.
| Nr           | Titel                        | Sångare                | Längd |
| ------------ | ---------------------------- | ---------------------- | ----- |
| 1.           | Child's Anthem               | Instrumental           | 2:46  |
| 2.           | I'll Supply the Love         | Kimball                | 3:46  |
| 3.           | Georgy Porgy                 | Lukather & Cheryl Lynn | 4:09  |
| 4.           | Manuela Run                  | Paich                  | 3:54  |
| 5.           | You Are the Flower (Kimball) | Kimball                | 4:11  |
| 6.           | Girl Goodbye                 | Kimball                | 6:13  |
| 7.           | Takin' It Back (S. Porcaro)  | S. Porcaro             | 3:47  |
| 8.           | Rockmaker                    | Paich                  | 3:19  |
| 9.           | Hold the Line                | Kimball                | 3:56  |
| 10.          | Angela                       | Lukather, Paich        | 4:45  |
| Total längd: | Total längd:                 | Total längd:           | 40:46 |

## Medverkande
| Toto - David Hungate – bas - Bobby Kimball – sång, kör - Steve Lukather – gitarr, sång, kör - David Paich – keyboard, sång, kör - Jeff Porcaro – trummor, slagverk - Steve Porcaro – keyboard, sång (7) Övriga medverkande - Lenny Castro – slagverk - Jim Horn – saxofon, blåsinstrument - Chuck Findley – horn - Roger Lynn – synthesizer - Marty Paich – stråkarrangemang - Sid Sharp – stråkarrangemang - Cheryl Lynn – sång, kör på "Georgy Porgy" | Produktion - Toto – produktion - Tom Knox – ljudtekniker, ljudmix - Dan Latham – ljudmix - Gabe Veltri – ljudmix - Ron Hitchcock – mastering |

## Listplaceringar
| Land          | Topplacering | Ref   |
| ------------- | ------------ | ----- |
| Nederländerna | 25           | [ 1 ] |
| Norge         | 12           | [ 1 ] |
| Nya Zeeland   | 24           | [ 1 ] |
| Sverige       | 5            | [ 1 ] |
| Tyskland      | 8            | [ 1 ] |